# Tomaž Akvinski
Tomaž Akvinski, redovnik, italijanski filozof, krščanski teolog in cerkveni učitelj OP, * 1225, verjetno Roccasecca, Neapeljsko kraljestvo (danes Italija), † 7. marec 1274, Fossanuova. Zavetnik dominikancev; katoliških visokih šol; teologov; študentov; knjigarnarjev; izdelovalcev svinčnikov; proti neurju.
Bil je eden pomembnejših filozofov in teologov srednjeveške Cerkve in najpomembnejši predstavnik sholastike. Njegovo delo obsega osemnajst knjig. V njih so komentarji k večini svetopisemskih knjig in k Sentencam Petra Lombardijskega, razprave o trinajstih Aristotelovih delih in veliko raznih disputov in pridig. Najpomembnejši njegovi deli sta Summa theologica in Summa contra gentiles. Skupaj predstavljata enciklopedični povzetek krščanske misli. S svojimi znamenitimi »petimi potmi« je poskušal dokazati obstoj Boga z umskim sklepanjem, na podlagi tega, kar je moč spoznati v svetu. Razvil je enega od najbolj notranje trdnih miselnih sistemov, kar jih je kdaj bilo. Nekatere njegove trditve je leta 1277 obsodila pariška univerza, skupina učenjakov, med katerimi sta bila tudi Duns Scotus in William Ockham ga je kritizirala, da ne priznava, da sta si razum in razodetje često protislovna.
Tomaž Akvinski je od tridentinskega koncila odločujoča avtoriteta v bogoslovni znanosti in krščanski filozofiji. Že zgodaj je dobil ime izbrani (egregius) doctor in doctor communis, od 15. stoletja dalje ima naziv Angelski učitelj (doctor angelicus). Za štirimi cerkvenimi očeti prvih krščanskih stoletij, je Tomaž prvi, ki ga je Cerkev pod papežem Pijem V. leta 1567 razglasila za cerkvenega učitelja. Status najpomembnejšega med katoliškimi filozofi je dobil leta 1879 z okrožnico Aeterni Patris papeža Leona XIII. Njegov god se od 1969 obhaja 28. januarja, na dan, ko so njegove posmrtne ostanke pokopali v Toulousu v Franciji.

## Življenjepis
Tomaž Akvinski je bil rojen v grofovski družini Aquino iz bližine Neaplja. Njegov oče Landulf je stanoval na gradu Roccasecca. Bil je v službi cesarja Friderika II. in upravnik okoliške pokrajine Terra di Lavoro. V družini je bilo dvanajst otrok; šest sinov je imel Landulf s prvo ženo, rojeno grofico Chieti, drugih šest otrok je imel z drugo ženo Teodoro, ki je bila normanskega rodu. Tomaž je bil Teodorin prvorojenec in edini sin, druge so bile hčere. 
Zvestoba v cesarski službi je prišla pri Landulfu že v letih 1227-1230 v nasprotje z njegovo vdanostjo Cerkvi in papežu. Novi papež Gregor IX. (1227-1241) je izobčil cesarja Friderika II. Štavfovca in cesarske čete so se večkrat spopadle s papeškimi. Landulfa so klicali v Rim, da bi se zagovarjal, ker so njegovi kmetje napadli nekega cistercijanskega meniha, vendar se ni odzval. Utrdil je svoj grad in ženo z otroki poslal na varno v Neapelj k sorodnikom. Ko sta se cesar in papež 1230 pobotala, se je družina spet zbrala v Roccasecci.
Ko je bil Tomaž star pet let, so ga starši poslali v benediktinski samostan Monte Cassino. Zaradi novih spopadov med papežem in cesarjem je bil samostan Monte Cassino v nevarnosti, da se mu približajo vojaške čete. Opat je svetoval očetu Landulfu, naj Tomaža odpelje v varnejši Neapelj, kjer bo študiral filozofijo na tamkajšnji univerzi. V primerjavi s pariško univerzo, ki je bila odprta vsem narodom, je bila univerza v Neaplju namenjena predvsem potrebam sicilske države, ki so jo Štavfovci podedovali po Normanih. Poučevali so tudi Aristotelovo filozofijo, ki v Parizu še ni bila dovoljena kot študijski predmet.
V času študija v Neaplju se je 14-letni Tomaž seznanil z dominikanskim redom in leta 1244 vstopil vanj. S to odločitvijo je razjezil svoje starše in ti so ga skušali na vse načine odvrniti od nje, med drugim so mu obljubljali, da mu bodo kupili mesto neapeljskega nadškofa. Da bi Tomaža zaščitili pred zalezovanjem njegove družine, ga je predstojnik reda že istega leta poslal v Pariz. Na poti so Tomaža napadli njegovi bratje in ga odvedli v očetovo trdnjavo Monte San Giovanni. Po 15 mesecih zapora so Tomaža redovni bratje osvobodili in dominikanski vrhovni predstojnik ga je osebno spremljal v Pariz, kjer je postal učenec Alberta Velikega.
Albert Veliki je potrdil in poglobil Tomaževo zanimanje za Aristotela. Tomaž je študiral pri Albertu Velikem najprej v Parizu, nato v Kölnu. Na njegovo pobudo je Tomaž v letih od 1248 do 1252 izoblikoval trden nazor o razmerju med filozofijo in teoogijo. Leta 1252 se je spet vrnil v Pariz, kjer je kot bakalaver (baccalaureus) in pozneje kot magister poučeval svetopisemske vede. Naloga magistra je bila branje (lectio), komentiranje in razlaganje predpisanih besedil ter vodstvo razprav (disputatio).
V letih bakalavreata je Tomaž moral po predpisih najprej razlagati celotno Sveto pismo. Kot magister se je vračal k posameznim svetopisemskim knjigam in jih obdelal v predavanjih, ki so jih zapisovali njegovi učenci in so se tako ohranila (Job, Matejev in Janezov evangelij). Na željo papeža Urbana IV. (1261-1264) je pozneje znova obdelal evangelije po spisih cerkvenih očetov, posebno grških; tako je nastalo delo Catena aurea. Na višku svojega znanstvenega delovanja si je prizadeval, da bi popačeno averoistično podobo aristotelovega nauka nadomestil s pravimi nazori tega grškega misleca in vnesel njegov nauk, kolikor ustreza naravnemu razumu, kot stalni del v krščansko filozofijo. Med letoma 1265 in 1267 je vodil redovni pouk v rimski provinci. 
V tem času je podrobno obdelal precej bogoslovnih obravnav (O moči, O zlu, O duhovnih bitjih). Naslednji dve leti je nadaljeval svoje bogoslovno delo in pisal komentarje k Aristotelu, ko je bival v Orvietu pri papežu Klemenu IV. (1265-1268). Po papeževi smrti je bil znova magister v Parizu (1269-1272). Leta 1272 so ga klicali nazaj v Italijo; takrat je imel dominikanski red generalni kapitelj v Firencah. Kapitelj mu je naložil dolžnost, naj gre v Neapelj in prevzame vodenje bogoslovnega študija. Tam je ostal dve leti (1272-1273).
V začetku 1274 je  papež Gregor X. Tomaža poklical, naj sodeluje na cerkvenem zboru v Lyonu, kjer naj bi se obnovila edinost s pravoslavnimi kristjani. Tomaž je umrl na poti na lyonski koncil 7. marca 1274 v cistercijanskem samostanu Fossanuova, star komaj 48 let. Učenje sv. Tomaža so po njegovi smrti v Parizu in Oxfordu še naprej napadali in nekaj njegovih stavkov tudi obsodili. Ko se je poleglo nasprotovanje Tomaževemu nauku, je papež Janez XXII. leta 1318 ukazal zbrati podatke o njegovih krepostih in čudežih. 18. julija 1323 so ga razglasili za svetnika. Nato so njegovi nasprotniki preklicali vse obsodbe.
Upodabljajo ga navadno v belem dominikanskem habitu in črnem plašču. Na prsih ima podobo sonca ali svetle zvezde, v rokah knjigo in pero, včasih tudi monštranco ali ciborij. Njegovo modrost zaznamujejo z golobom, drugi z Jezusom na križu, ki ga Tomaž moli in se ob njem navdihuje. Včasih upodabljajo tudi prizor, ko sv. Tomaža angela opasujeta s pasom čistosti. 

## Filozofija
Tomaž je bil učenec Alberta Velikega, ki je skušal misel Grkov, Arabcev in Judov približati svojim sodobnikom. Imel je velik smisel za sintezo in je črpal iz del mnogih mislecev, vključno z Maimonidom in Avicenno. Hotel je pokazati, da sta razum in filozofsko raziskovanje združljiva s krščansko vero. Trdil je, da imata vera in razum vsak svoje področje. Razum je bil prikladen instrument za dojemanje resnice o naravnem svetu, medtem ko je razodetje zadevalo nadnaravni svet, saj naravni svet ni bil celotna resničnost. Pravo mesto naravnega sveta je mogoče dognati le v njegovem odnosu do nadnaravnega.
Na Tomaža je posebno vplival Aristotel, ki ga je imenoval preprosto »Filozof«. Aristotelovi spisi o logiki so bili v latinščini že nekaj časa dostopni, vendar so nekateri teologi in papeške oblasti nasprotovali predvsem delom o metafiziki in naravni filozofiji. Posebej so oporekali njegovemu stališču, da je svet večen in da njegov nadaljnji obstoj ni odvisen od Boga. Aristotelov »Bog« je bil namreč mišljen kot abstraktni naravni fenomen (prvi gibalec), ne kot osebno, duhovno bitje. S tem ko je sprejemal aristotelsko filozofijo, je Tomaž znotraj krščanske misli ustvaril prostor za razmeroma visoko spoštovanje do naravnega sveta in človeškega poznavanja narave. To je bil v nasprotju z bolj platonsko obarvanostjo prejšnje krščanske misli, ki je poudarjala neresničnost naravnega sveta v primerjavi z resničnim in nebeškim svetom idej. Tomaž ni le prikazoval naravnega sveta kot resničnega in spoznavnega; v njem je videl tudi odsev božjega zakona. Bog je podelil bitjem svojega stvarstva posebno naravo in stvarjenje je zahtevalo medsebojni odnos različnih narav stvari v posebnem redu. V naravnem svetu je videl vsepovsod delo božjega zakona, zato je Tomaž trdil, da je celotna metafizika usmerjena k spoznanju Boga. Njegov slavni dokaz za obstoj Boga je temeljil na razumski analizi naključnih bitij. V splošnem imajo njegovi argumenti obliko kozmološkega dokaza, ki z dejanskega obstoja nečesa sklepa na njegovo končno pojasnilo. Ker je tako kot Aristotel verjel, da je neskončen niz nezamisliv, je bil Tomaž prepričan, da bo ta ugotovitev vodila um k iskanju prvega gibalca. Ta prvi gibalec, je po Tomažu Bog. V vsakem od njegovih petih dokazov za božji obstoj sklepa, da je naključna bit stvari v naravnem svetu odvisna od Boga.
S tem ko razum usmerja človeški um k nadnaravnemu, področji razuma in razodetja v Tomaževem sistemu nista več popolnoma ločeni. Vendar poudarja omejenost razuma in trdi, da je razodetje za človeška bitja nujno, da lahko razvijejo ustrezen čut za nadnaravno, vizijo Boga v nebesih. Zanikal je stališče, da so ideje vrojene, hkrati je tudi zanikal, da čutno zaznavanje implicira umsko sprejemanje.
Tomaž je trdil, da je človeški um sam dejaven. Bog umu ni ponudil zunanjega razsvetljenja. Namesto tega mu je podelil notranji princip dejavnosti, naravo. Tako um ni trpen, temveč dejaven, v skladu z načeli, ki jih je vsadil vanj Bog. Tako tudi človeška moralnost ni zgolj stvar svobode ali naravne determinacije, ni odvisna od občutkov in želja , temveč od naravnega zakona, moralnih načel, ki so vsajena v nas in ki jih lahko odkrijemo z razumom.

### Sholastična metoda
Temelji na branju besedil. Učitelji (magistri) so brali besedila (lectio) in jih razlagali (expositio). Pri razlagi so učitelji upoštevali avtoritete: Sveto pismo, očete in grške filozofe ter jih presojali v svojih razlagah. V njih so se najprej izločevali glavni problemi filozofije in teologije in te teme so postajale repertoar umskega filozofskega oziroma teološkega snovanja. Ta način dela je pripomogel k usklajevanju stališč o temeljnih problemih. Obravnava problemov je vodila k sintezam (združitvam) bibličnih in filozofskih izvorov na podlagi racionalne metode. Višek je ta proces dosegel v visoki sholastiki. Znotraj teh procesov se je oblikovala sholastična metoda, kakor jo poznamo pri Albertu Velikem in Tomažu Akvinskem in tudi v pozni sholastiki.
Primer že izdelane in zapisane metode dela pri Tomažu: Summa Theologiae I, quaestio 2, articulus 3:
1. Vprašanje (quaestio): Ali Bog je?
2. Pomisleki /proti/ »Zdi se, da Boga ni.« Problem zla ne govori za Boga, ki naj bi bil le dobro. Zdi se, da je več počel in ni treba za počelo vsega imeti (vzeti) Boga.
3. Proti temu pa: V drugi Mojzesovi knjigi piše: »Jaz sem, ki sem« (2 Mz 3,14).
4. Odgovarjam (glavni del): »Da Bog je, lahko dokažemo po petih poteh.« Te poti so: 1. iz gibanja; 2. iz tvornega vzroka; 3. iz možnosti in nujnosti; 4. iz stopenj popolnosti in 5. iz usmerjenosti stvarstva (smotrnosti).
5. Zavrnitev pomislekov: je namenjena natančnejšim pojasnilom ugovorov. Včasih sledijo še kakšna dopolnila (corollaria, dodatki) in poduki (scholia), ki dodatno pojasnijo ali dopolnijo postavljene in razrešene dileme.

Visoka sholastika z navajanjem avtoritet povezuje tudi razumsko razlago in ji daje veliko težo. Na podlagi umskega preverjanja in tehtanja predlagajo misleci sintezo problemov v umsko povezano in utemeljeno celoto, kar je značilnost že v zgodnji sholastiki. V visoki sholastiki zato nastajajo sume tj. zbirke obravnavanih in razčlenjenih filozofskih ali teoloških problemov.